# بادينغتون (سلسلة أفلام)
بادينغتون (بالإنجليزية: Paddington)‏ هو سلسلة أفلام بريطاني إعلامي مبني على شخصية الدب بادينغتون، التي أنشأها المؤلف البريطاني مايكل بوند. بدأت السلسلة مع فيلم بادينغتون عام 2014. تم إصدار تكملة في عام 2017 وتم إصدار فيلم ثالث في عام 2024. وقد أنتجت هذه الأفلام أيضًا مسلسلًا تلفزيونيًا وفيلمًا قصيرًا. تتميز جميع الأفلام والمسلسلات التلفزيونية بمشاركة بن ويشا بصوت بادينغتون.

## الأفلام

### بادينغتون (2014)
هذا هو الفيلم الأول والوحيد الذي تم توزيعه بواسطة شركة واينستين من خلال العلامة الفرعية TWC-Dimension في الولايات المتحدة، حيث تم بيع حقوق سلسلة الأفلام في الأصل إلى شركة وارنر برذرز بيكتشرز، ثم إلى شركة كولومبيا بيكتشرز بعد فضيحة واينستين في أكتوبر 2017.

### بادينغتون 2 (2017)
في أبريل 2015، أكد ديفيد هيمان أنه سينتج الفيلم الثاني في السلسلة. كما تم الإعلان أيضًا عن أن بول كينج سيخرج الفيلم وسيشارك في كتابته مع سيمون فارنابي. بحلول أكتوبر 2016، أصبح طاقم عمل بادينغتون - هيو بونفيل، سالي هوكينز، جولي والترز، جيم برودبنت، بيتر كابالدي، مادلين هاريس، صامويل جوسلين، بن ويشا وإميلدا ستونتون - تم تأكيد عودتهم للجزء الثاني، وانضم إليهم أعضاء فريق التمثيل الجدد هيو جرانت وبرندان غليسون. بدأ التصوير الرئيسي في نفس الشهر. قدمت شركة Framestore المؤثرات البصرية للفيلم. تم التصوير في ليتل فينيس لمدة ثلاثة أيام. تم التصوير أيضًا في سجن شيبتون ماليت.

### بادينغتون في البيرو (2024)
في يونيو 2016، صرح الرئيس التنفيذي لشركة ستوديو كنال، ديدييه لوبفر، أن الاستوديو ملتزم بصنع فيلم بادينغتون الثالث. في نوفمبر 2017، قال ديفيد هيمان لموقع ديجيتال سباي أنه على الرغم من أن سيناريو فيلم بادينغتون الثالث لم يتطور بعد، إلا أن المناقشات حول المواقع والأفكار والمشاهد بدأت بالفعل. في نوفمبر 2018، أشار هيمان إلى أنه من المحتمل أن يتم إنتاج فيلم ثالث، لكن بول كينج لن يعود لإخراجه، على الرغم من أنه سيظل مشاركًا في قدرة إبداعية بارزة. لن يقوم المخرج السابق للفيلم بول كينج بإخراج الفيلم لأنه يتولى حاليًا إخراج فيلم ونكا. ومن المقرر أن يتولى كينج الإنتاج التنفيذي للفيلم وقد كتب قصة بالتعاون مع سيمون فارنابي ومارك بيرتون وسيناريو من تأليف بيرتون وجون فوستر وجيمس لامونت.
في 13 يونيو 2022، أُعلن أن عنوان الفيلم سيكون بادينغتون في البيرو وسيخرجه دوجال ويلسون، ومن المقرر الآن أن يبدأ التصوير الرئيسي في عام 2023، مع عودة بعض الممثلين. في فبراير 2023، صرح ويشاو أنه لم يقرأ النص بعد وأنه غير متأكد ما إذا كان التطوير مستمرًا أم لا.
في أبريل 2023، تم التأكيد على أن فيلم بادينغتون في البيرو سيبدأ التصوير في 24 يوليو،  على الرغم من التقارير التي تفيد بأنه تم تعليقه بسبب إضراب نقابة ممثلي الشاشة ورابطة ممثلي الشاشة ورابطة ممثلي التلفزيون عام 2023. ظهرت أوليفيا كولمان في الفيلم، بينما توقفت سالي هوكينز عن دور ماري براون.

## مسلسلات تلفزيونية
في أكتوبر 2017، أُعلن أن شركة StudioCanal ستنتج مسلسل رسوم متحركة مبني على الأفلام، ومن المقرر إطلاقه إما في أواخر عام 2018 أو أوائل عام 2019. تم الإعلان في فبراير 2019، أن المسلسل سيُطلق عالميًا في عام 2020 على قناة نيكلوديون، مع إعادة ويشا تقديم صوته لشخصية Paddington.
في 20 نوفمبر 2019، أُعلن أن المسلسل سيعرض لأول مرة في 20 يناير 2020 بعد معاينة مسبقة تم بثها في 20 ديسمبر 2019.

## مستقبل
خلال مؤتمر ترخيص العلامة التجارية في أوروبا 2024 في لندن، كشف الرئيس التنفيذي لشركة ستوديو كنال فرانسواز جويونيه ورئيس المبيعات العالمية سيسيل هينو أن كنال + تعمل بالفعل على فيلم بادينغتون الرابع ومسلسل تلفزيوني فرعي، نظرًا لتركيزهم على "تحويل علامة تجارية تراثية إلى ظاهرة عالمية" من خلال الخوض بشكل أعمق في "رحلة بادينغتون المستمرة من شخصية كلاسيكية إلى ظاهرة ثقافية عالمية"، وتقدير إصدارات كلا الإنتاجين حوالي عامي 2027 و2028، حيث سيحتفل الامتياز بالذكرى السبعين لتأسيسه.

## طاقم
| فيلم                | تاريخ الإصدار في المملكة المتحدة | تاريخ الإصدار في الولايات المتحدة | تاريخ الإصدار في الهند | تاريخ الإصدار في الوطن العربي | مخرج         | منتج        | الكتاب                              | الكتاب                                | ملحن             | المحرر(ون)                 | مدير التصوير السينمائي |
| فيلم                | تاريخ الإصدار في المملكة المتحدة | تاريخ الإصدار في الولايات المتحدة | تاريخ الإصدار في الهند | تاريخ الإصدار في الوطن العربي | مخرج         | منتج        | سيناريو بقلم                        | قصة بقلم                              | ملحن             | المحرر(ون)                 | مدير التصوير السينمائي |
| ------------------- | -------------------------------- | --------------------------------- | ---------------------- | ----------------------------- | ------------ | ----------- | ----------------------------------- | ------------------------------------- | ---------------- | -------------------------- | ---------------------- |
| بادينغتون           | 28 نوفمبر 2014                   | 16 يناير 2015                     | 27 أغسطس 2015          | 01 يناير 2015                 | بول كينج     | ديفيد هيمان | بول كينج                            | بول كينج وهاميش ماكول                 | نيك يوريتا       | مارك إيفيرسون              | اريك ويلسون            |
| بادينغتون 2         | 10 نوفمبر 2017                   | 16 يناير 2018                     | 16 يناير 2018          | 30 نوفمبر 2017                | بول كينج     | ديفيد هيمان | بول كينج وسايمون فارنابي            | بول كينج وسايمون فارنابي              | داريو ماريانيللي | مارك إيفرسون وجوناثان أموس | اريك ويلسون            |
| بادينغتون في البيرو | 8 نوفمبر 2024                    | 17 يناير 2025                     | 18 أبريل 2025          | 09 يناير 2025                 | دوجال ويلسون | ديفيد هيمان | جون فوستر ومارك بيرتون وجيمس لامونت | بول كينج ومارك بيرتون وسايمون فارنابي | داريو ماريانيللي | أونا ني دونغهايلي          | اريك ويلسون            |

## استقبال

### أداء شباك التذاكر
| فيلم                | تاريخ الإصدار في المملكة المتحدة | تاريخ الإصدار في الولايات المتحدة | تاريخ الإصدار في الهند | تاريخ الإصدار في الوطن العربي | إجمالي إيرادات شباك التذاكر | إجمالي إيرادات شباك التذاكر | إجمالي إيرادات شباك التذاكر | ميزانية        |
| فيلم                | تاريخ الإصدار في المملكة المتحدة | تاريخ الإصدار في الولايات المتحدة | تاريخ الإصدار في الهند | تاريخ الإصدار في الوطن العربي | المملكة المتحدة             | أقاليم أخرى                 | في جميع أنحاء العالم        | ميزانية        |
| ------------------- | -------------------------------- | --------------------------------- | ---------------------- | ----------------------------- | --------------------------- | --------------------------- | --------------------------- | -------------- |
| بادينغتون           | 28 نوفمبر 2014                   | 16 يناير 2015                     | 27 أغسطس 2015          | 01 يناير 2015                 | 49,674,028 دولار            | 218,373,780 دولار           | 268,047,808 دولار           | 55 مليون دولار |
| بادينغتون 2         | 10 نوفمبر 2017                   | 16 يناير 2018                     | 16 يناير 2018          | 30 نوفمبر 2017                | 55,742,179 دولار            | 171,549,412 دولار           | 226,868,572 دولار           | 42 مليون دولار |
| بادينغتون في البيرو | 8 نوفمبر 2024                    | 17 يناير 2025                     | 18 أبريل 2025          | 09 يناير 2025                 | 34,797,939 دولار            | 5,297,029 دولار             | 40,094,968 دولار            |                |
| المجموع             | المجموع                          | المجموع                           | المجموع                | المجموع                       | 140,214,146 دولار           | 389,923,192 دولار           | 535,011,348 دولار           | 97 مليون دولار |

## أنظر أيضا
- دووم
- دهامال
- غارفيلد (سلسلة أفلام)